# 30年代
| 千纪： | 1千纪                                                                        |
| 世纪： | 前1世纪 \| 1世纪 \| 2世纪                                                    |
| 年代： | 0年代 \| 10年代 \| 20年代 \| 30年代 \| 40年代 \| 50年代 \| 60年代            |
| 年份： | 30年 \| 31年 \| 32年 \| 33年 \| 34年 \| 35年 \| 36年 \| 37年 \| 38年 \| 39年 |

30年代從30年1月1日開始，於39年12月31日結束。

## 出生
- 30年：賈逵，東漢經學家、天文學家。
- 32年：奥托，罗马帝国皇帝。（37岁，69年逝世）
- 32年：班固，東漢史学家。（60岁，92年逝世）
- 32年：班超，東漢外交使節。（70岁，102年逝世）

## 逝世
- 30年：東漢開國功臣邳彤
- 31年：罗马帝国禁卫军长官塞亚奴，因篡位阴谋被揭露，被处死。

### 死亡時間不明
- 耶穌